# (5623) Iwamori
(5623) Iwamori (1990 UY) – planetoida z pasa głównego asteroid okrążająca Słońce w ciągu 5,23 lat w średniej odległości 3,01 j.a. Odkryta 20 października 1990 roku.